# Административное деление Эстонии
Эстония является унитарным государством; её территория делится на 15 уездов (эст. maakond, мааконд). В 1989—1993 годах существовали представительные органы уездов — уездные советы (maakonnavolikogu) и исполнительные — уездные управы (maakonnavalitsus). Уезды, в свою очередь, подразделяются на муниципалитеты двух типов: города-муниципалитеты (эст. linn) и волости (эст. vald).
До 2017 года существовал также тип муниципального образования поселковая волость (эст. alevvald), в состав которого входит и территорию которого образует только один посёлок. В Эстонии по состоянию на 2011 год было 6 поселковых волостей: Аэгвийду, Вяндра, Кохтла-Нымме, Лавассааре, Тоотси и Ярваканди. Во время СССР все эти населённые пункты имели статус посёлка городского типа. В ходе административно-территориальной реформы 2017 года поселковые волости были ликвидированы. Согласно закону об административной реформе, по решению совета органа местного самоуправления возможно в его границах создавать городские районы (эст. linnaosa) или волостные районы (эст. osavald) одновременно с формированием собраний городских районов (эст. linnaosakogu) и собраний волостных районов (эст. osavallakogu).

## Структура органов власти на местах
Представительные органы власти на местах — волостное собрание (эст. vallavolikogu) или городское собрание (эст. linnavolikogu), исполнительные органы — волостные управы (эст. vallavalitsus) и городские управы (эст. linnavalitsus), состоящие из волостных старейшин (эст. vallavanem) или мэров городов (эст. linnapea) и вице-мэров (эст. abilinnapea) или волостных подстарейшин (эст. abivallavanem). Таллин делится на внутригородские административно-территориальные единицы — части города (эст. linnaosa). Управа части города возглавляется старейшиной части города (эст. linnaosavanem).

## Список уездов
| №  | Герб | Название (рус.) | Название (эст.)    | Код ISO 3166-2 | Население, чел. (2019) | Площадь, км² | Плотность, чел./км² | Административный центр |
| -- | ---- | --------------- | ------------------ | -------------- | ---------------------- | ------------ | ------------------- | ---------------------- |
| 1  |      | Валгамаа        | Valga maakond      | EE-82          | 28 370                 | 1917.09      | 14.798              | Валга                  |
| 2  |      | Вильяндимаа     | Viljandi maakond   | EE-84          | 46 371                 | 3420.04      | 13.559              | Вильянди               |
| 3  |      | Вырумаа         | Võru maakond       | EE-86          | 35 782                 | 2773.14      | 12.903              | Выру                   |
| 4  |      | Ида-Вирумаа     | Ida-Viru maakond   | EE-44          | 136 240                | 2971.55      | 45.848              | Йыхви                  |
| 5  |      | Йыгевамаа       | Jõgeva maakond     | EE-49          | 28 734                 | 2544.86      | 11.291              | Йыгева                 |
| 6  |      | Ляэне-Вирумаа   | Lääne-Viru maakond | EE-59          | 59 325                 | 3695.72      | 16.052              | Раквере                |
| 7  |      | Ляэнемаа        | Lääne maakond      | EE-57          | 20 507                 | 1815.57      | 11.295              | Хаапсалу               |
| 8  |      | Пылвамаа        | Põlva maakond      | EE-65          | 25 006                 | 1823.34      | 13.714              | Пылва                  |
| 9  |      | Пярнумаа        | Pärnu maakond      | EE-67          | 85 938                 | 5418.73      | 15.859              | Пярну                  |
| 10 |      | Рапламаа        | Rapla maakond      | EE-70          | 33 311                 | 2765.06      | 12.047              | Рапла                  |
| 11 |      | Сааремаа        | Saare maakond      | EE-74          | 33 108                 | 2937.64      | 11.270              | Курессааре             |
| 12 |      | Тартумаа        | Tartu maakond      | EE-78          | 152 977                | 3349.3       | 45.674              | Тарту                  |
| 13 |      | Харьюмаа        | Harju maakond      | EE-37          | 598 059                | 4326.7       | 138.225             | Таллин                 |
| 14 |      | Хийумаа         | Hiiu maakond       | EE-39          | 9 387                  | 1032.44      | 9.092               | Кярдла                 |
| 15 |      | Ярвамаа         | Järva maakond      | EE-51          | 30 286                 | 2674.14      | 11.326              | Пайде                  |
|    |      | Всего           |                    |                | 1 324 820              | 43 465.32    | 30.48               |                        |

## История

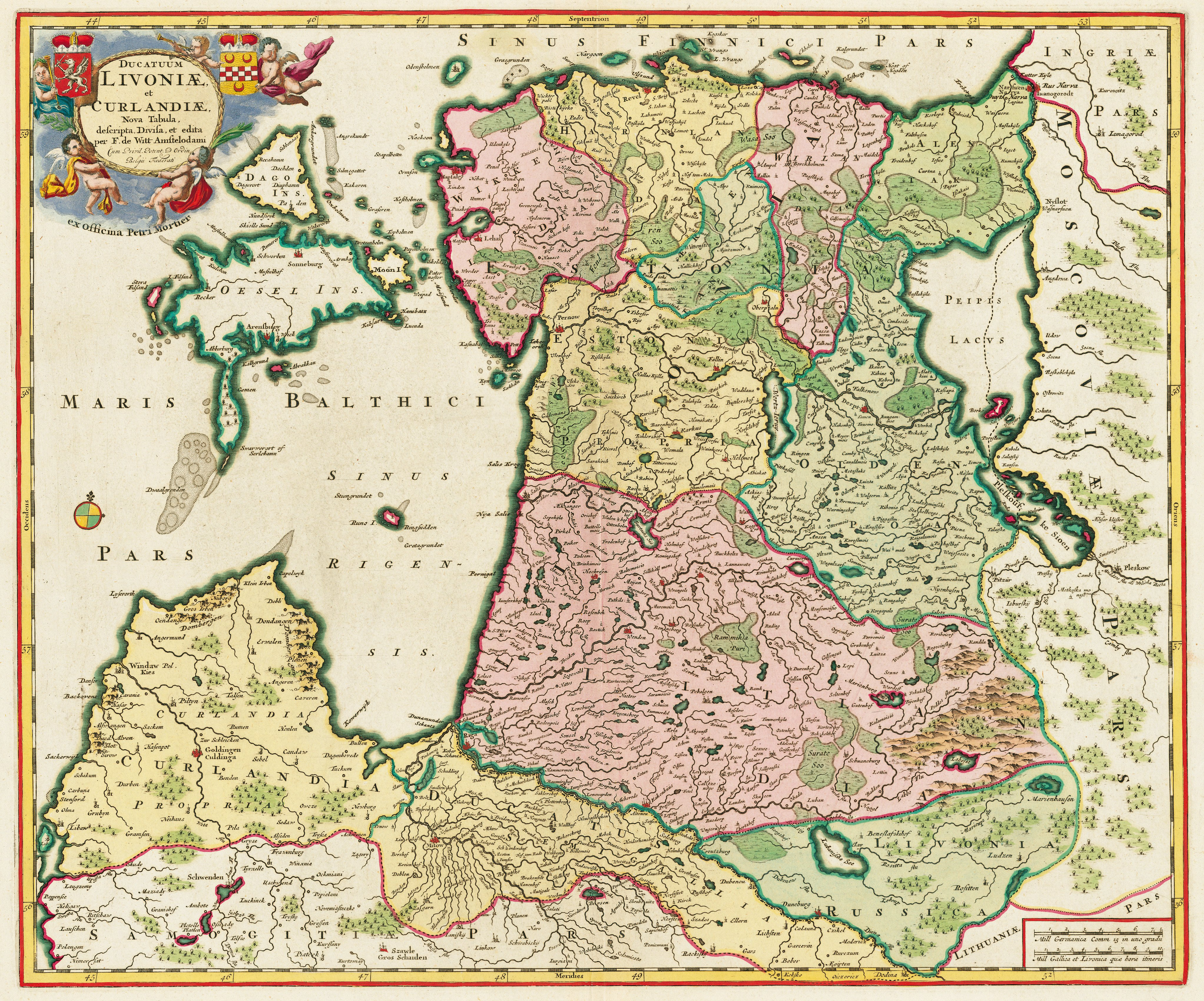
Карта Ливонии и Курляндии Фредерика де Витти, 1705 год

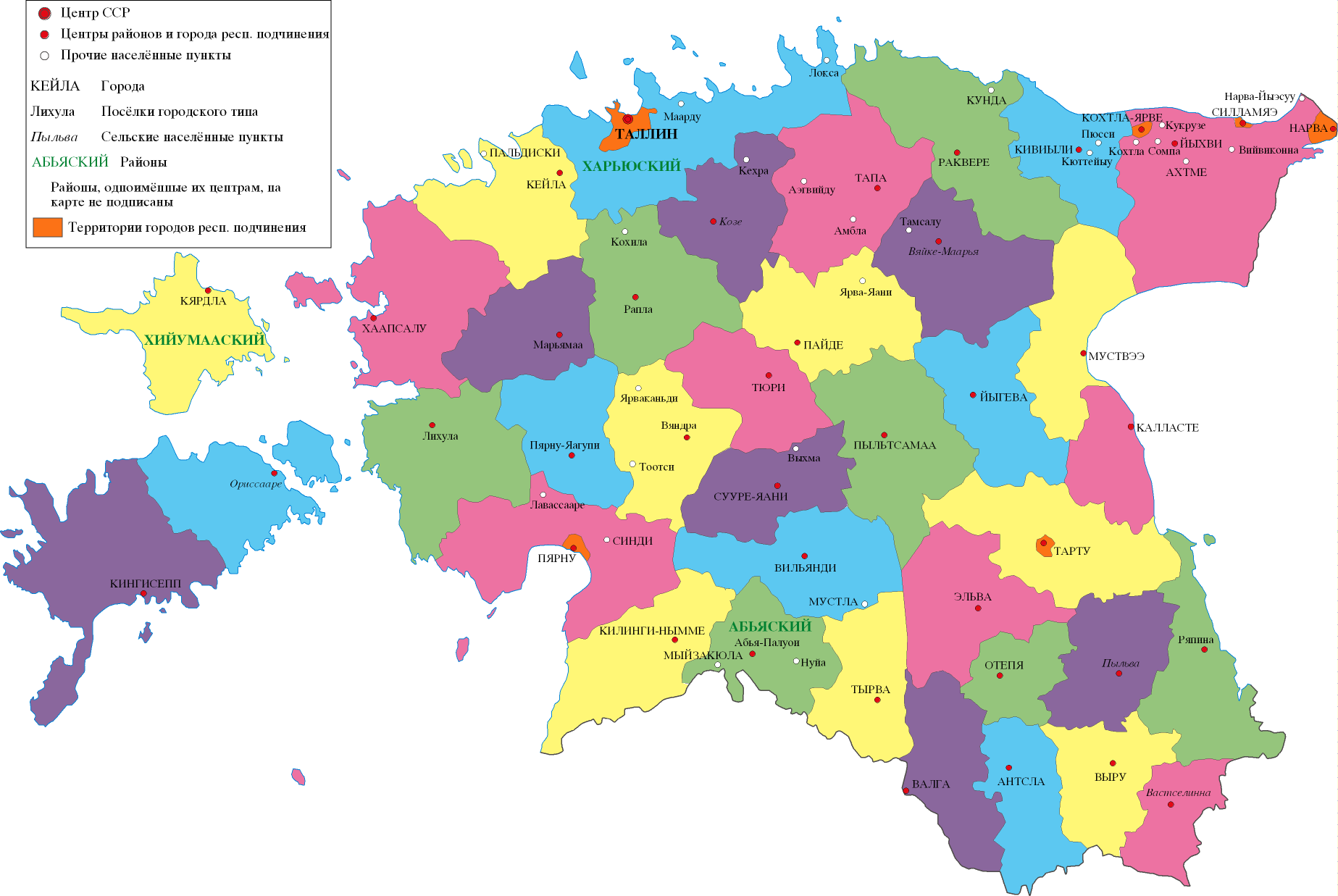
Административно-террториальное деление Эстонской ССР в 1957 году

К концу XII — началу XIII вв. на территории современной Эстонии насчитывалось 8 маакондов (земель) — Вирумаа, Ляэнемаа, Рявала, Сааремаа, Сакала, Уганди, Харьюмаа и Ярвамаа, а также 6 кихелькондов (приходов) — Алемпойс, Нурмекунд, Мыху, Вайга, Йогентагана и Соополитсе. Население насчитывало 150—180 тыс. чел. (по другим данным 100—150 тыс. чел..), начался процесс консолидации эстонской народности.
В начале XIII века территория современной Эстонии была завоёвана немецкими рыцарями Ордена Меченосцев (затем Ливонского ордена), позже — в составе Швеции (северные земли — Эстляндия — с 1561, южные земли — Лифляндия — с 1629 года). В 1721 году эстонские земли были окончательно переданы Швецией Российской империи в статусе Ревельской и частично Рижской губерний, с 1783 года — соответственно Ревельского и частично Рижского наместничеств, с 1796 года до 1917 годов — Эстляндской и частично Лифляндская губерний.
В 1920 году в провозглашённой 24 февраля 1918 года Эстонской Республике на основе 4 уездов Эстляндской губернии, 6 северных уездов Лифляндской губернии и части территории Псковского уезда были образованы новые уезды (мааконды): Харьюмаа, Ярвамаа, Ляэнемаа, Пярнумаа, Петсеримаа, Сааремаа, Тартумаа, Валгамаа, Вильяндимаа, Вирумаа, Вырумаа.
В 1944 году был упразднён уезд Петсеримаа, значительная часть его территории была передана в состав РСФСР.
После вхождения в состав СССР, в 1950 году в Эстонской ССР 10 уездов были разделены на 27 районов (эст. rajoon), а в 1952 году был проведён эксперимент по разделению Эстонии на области. Всего их было образовано три:
- Пярнуская область
- Таллинская область
- Тартуская область

В 1953 году области были упразднены. В 1959 и 1962 число районов было сокращено.
С 1962 года в Эстонской ССР было 15 районов (Валгаский, Вильяндиский, Выруский, Йыгеваский, Кингисеппский, Кохтла-Ярвеский, Пайдеский, Пылваский, Пярнуский, Раквереский, Раплаский, Тартуский, Хаапсалуский, Харьюский и Хийумааский), 33 города и 25 городских посёлков. Среди городов 6 были городами республиканского подчинения (Таллин, Тарту, Кохтла-Ярве, Нарва, Пярну, Силламяэ), 2 (Кивиыли и Синди) — подчинены соответственно Кохтла-Ярвескому и Пярнускому горсоветам, остальные 25 — города районного подчинения (Антсла, Валга, Вильянди, Выру, Йыгева, Калласте, Кейла, Килинги-Нымме, Кингисепп, Кунда, Кярдла, Муствеэ, Мыйзакюла, Отепя, Пайде, Палдиски, Пылтсамаа, Раквере, Сууре-Яани, Тапа, Тырва, Тюри, Хаапсалу, Элва).
В 1990 году районы стали называться уездами (маакондами), некоторые из них поменяли название, но их количество не изменилось. Города республиканского подчинения, в том числе и Таллин, были включены в состав уездов.

### Административно-территориальная реформа 2017 года
С целью создания местных самоуправлений, которые смогут лучше предлагать людям публичные услуги, обеспечивать рост конкурентоспособности регионов и самостоятельно выполнять возложенные на них законом обязанности, в 2017 году в стране была проведена административно-территориальная реформа. В результате, к концу 2017 года из 217 единиц местного самоуправления (из них 169 имели население менее чем 5 000 жителей) в стране осталось 79 (из них 15 имели население менее чем 5000 жителей).
С 1 января 2018 года уездные управы и, соответственно, должности старейшин уездов в Эстонии упразднены. Их обязанности переданы государственным учреждениям и местным самоуправлениям.